# Équipe cycliste Experza-Footlogix
Cet article concerne l'équipe féminine. Pour l'équipe masculine, voir équipe cycliste Sport Vlaanderen-Baloise.
L'équipe cycliste Experza-Footlogix est une équipe cycliste féminine belge. Elle est professionnelle de 2005 à 2018, date de sa dissolution. Elle est dirigée durant son existence par Christel Herremans.

## Histoire de l'équipe
L'équipe semble avoir été créée en 1995 et être dirigée depuis le départ par Christel Herremans.
L'équipe est sponsorisée par le gouvernement flamand pour développer le cyclisme féminine dans la région. Elle ne compte que des coureuses originaires de Belgique.
En juin 2017, Etixx se retire et l'équipe change de nom pour devenir Sport Vlaanderen-Guill D'or. Fin 2017, l'équipe disparaît après le désengagement du gouvernement flamand. Une partie de l'équipe et la manager Christel Herremans rejoignent une nouvelle équipe sponsorisée par Experza et Footlogix. Cette équipe disparait à l'issue de la saison 2018.

## Classements UCI

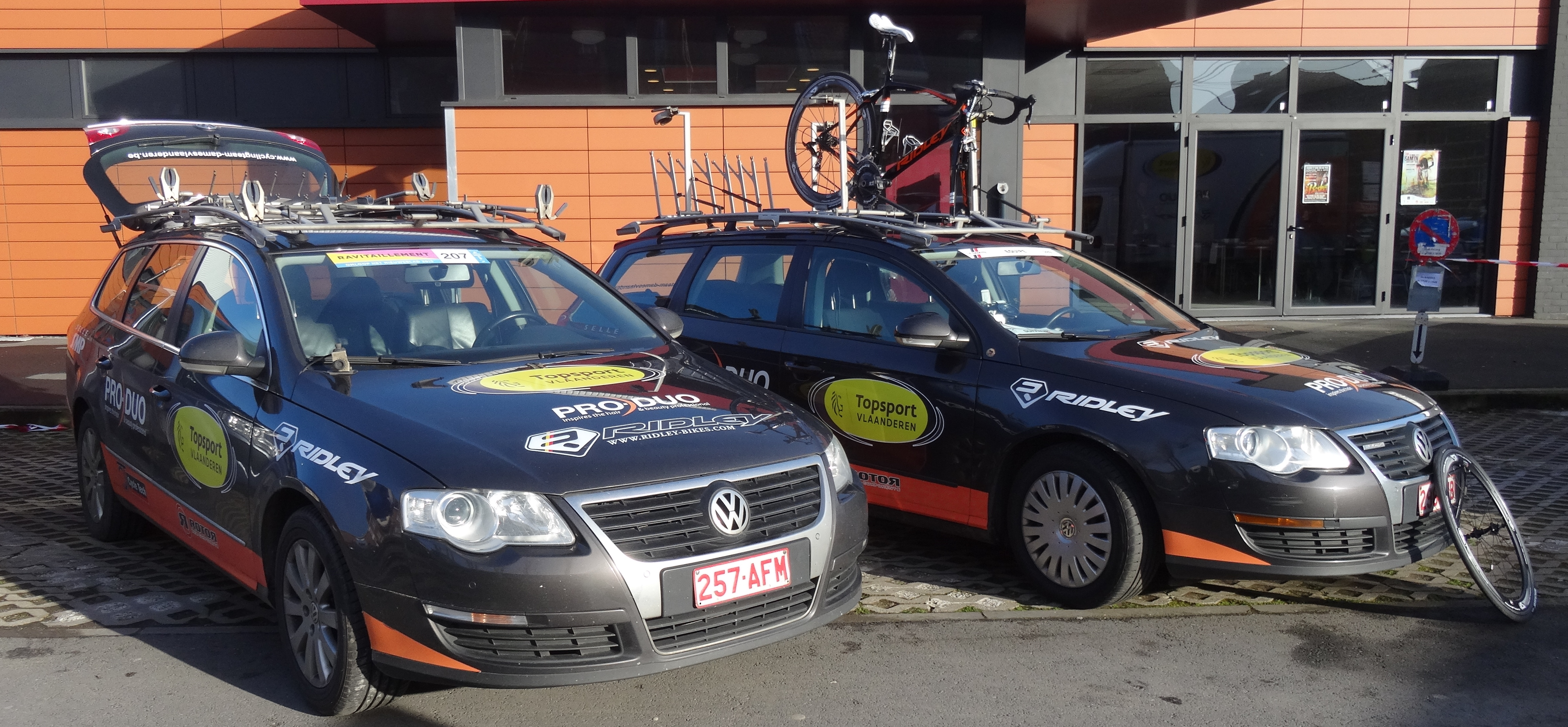
Véhicules de l'équipe en 2015

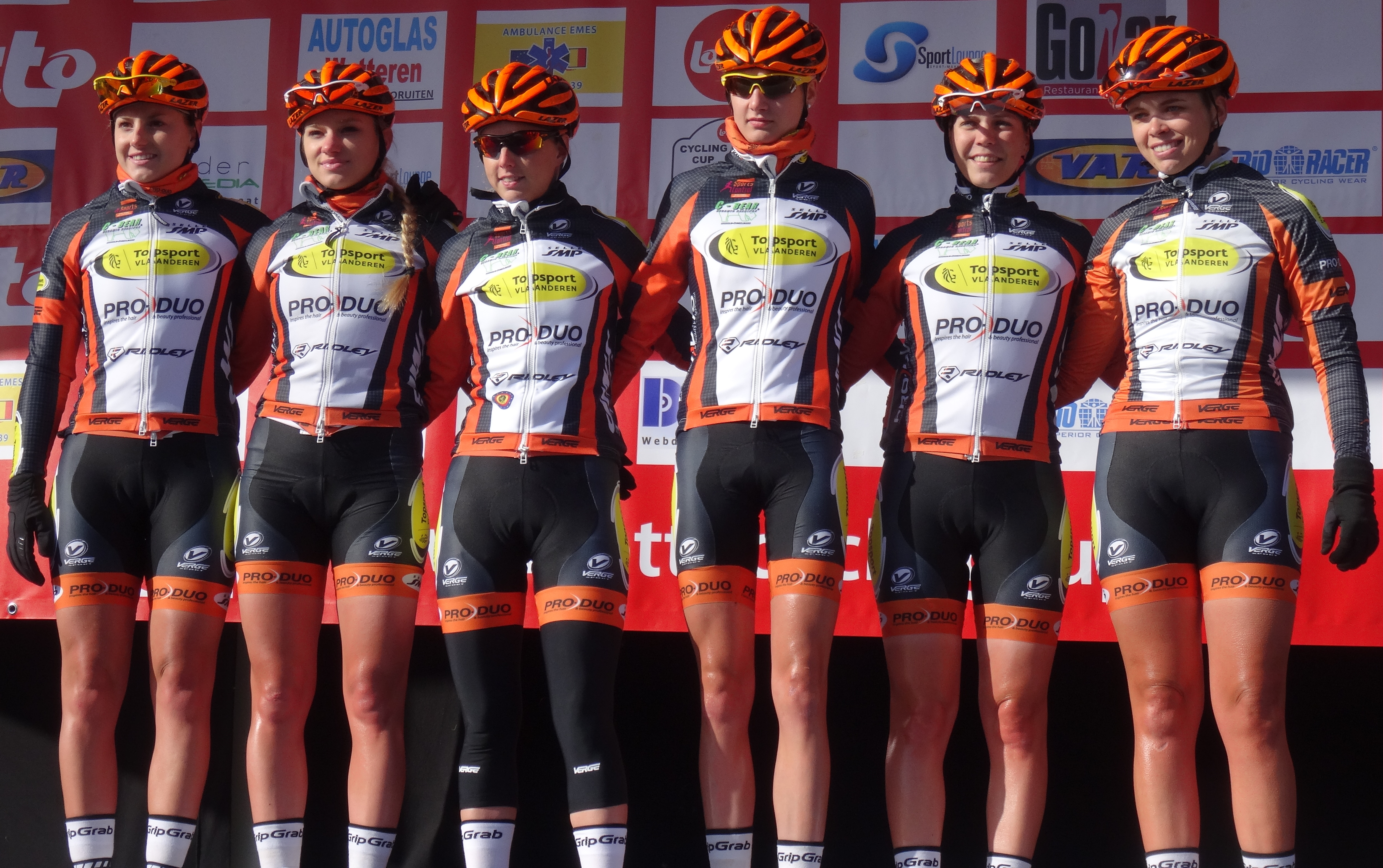
L'équipe en 2015

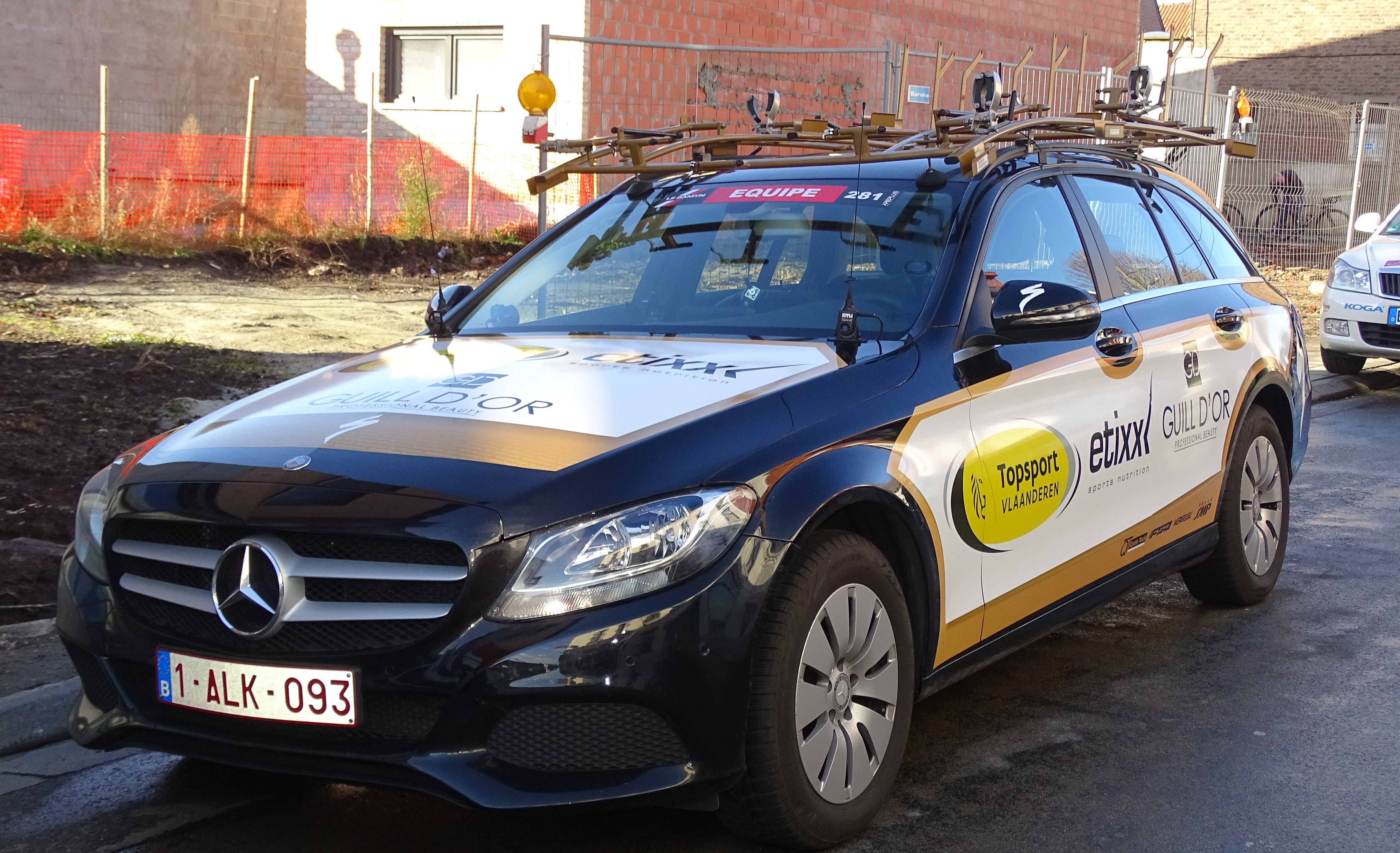
Véhicule de l'équipe en 2016

Ce tableau présente les places de l'équipe au classement de l'Union cycliste internationale en fin de saison, ainsi que la meilleure cycliste au classement individuel de chaque saison.
| Année | Classement par équipes | Meilleure coureuse au classement individuel |
| 1999  | 4e                     | Heidi Van De Vijver (22e)                   |
| 2000  | 10e                    | Heidi Van De Vijver (23e)                   |
| 2001  | 6e                     | Susanne Ljungskog (8e)                      |
| 2002  | 2e                     | Susanne Ljungskog (1re)                     |
| 2003  | 16e                    | Debby Mansveld (75e)                        |
| 2004  | 12e                    | Debby Mansveld (37e)                        |
| 2005  | 16e                    | Anita Valen (25e)                           |
| 2006  | 22e                    | Debby Mansveld (88e)                        |
| 2007  | 17e                    | Emma Johansson (25e)                        |
| 2008  | 32e                    | Kelly Druyts (238e)                         |
| 2009  | 24e                    | Kelly Druyts (86e)                          |
| 2010  | 19e                    | Maaike Polspoel (94e)                       |
| 2011  | 10e                    | Grace Verbeke (19e)                         |
| 2012  | 23e                    | Kelly Druyts (109e)                         |
| 2013  | 29e                    | Kelly Druyts (134e)                         |
| 2014  | 23e                    | Kelly Druyts (62e)                          |
| 2015  | 18e                    | Ann-Sophie Duyck (35e)                      |
| 2016  | 22e                    | Ann-Sophie Duyck (49e)                      |
| 2017  | 34e                    | Valerie Demey (133e)                        |
| 2018  | 27e                    | Sara Mustonen (64e)                         |

L'équipe participe également aux manches de la Coupe du monde. Le tableau ci-dessous présente les classements de l'équipe sur ce circuit, ainsi que sa meilleure coureuse au classement individuel.
| Année | Classement par équipes | Meilleure coureuse au classement individuel |
| 1999  | -                      | Vanja Vonckx (9e)                           |
| 2000  | -                      | Heidi Van De Vijver (13e)                   |
| 2001  | -                      | Susanne Ljungskog (3e)                      |
| 2002  | -                      | Susanne Ljungskog (6e)                      |
| 2003  | -                      | Sharon Vandromme (42e)                      |
| 2004  | -                      | Debby Mansveld (11e)                        |
| 2005  | -                      | Anita Valen (16a)                           |
| 2006  | 11e                    | Sofie Goor (40e)                            |
| 2007  | 17e                    | Sofie Goor (33e)                            |
| 2008  | -                      | -                                           |
| 2009  | -                      | -                                           |
| 2010  | 39e                    | Sjoukje Dufoer (136e)                       |
| 2011  | 14e                    | Grace Verbeke (14e)                         |
| 2012  | 29e                    | Maaike Polspoel (97e)                       |
| 2013  | -                      | -                                           |
| 2014  | 19e                    | Kelly Druyts (37e)                          |
| 2015  | -                      | -                                           |

À partir de 2016, l'UCI World Tour féminin a remplacé la Coupe du monde.
| Année | Classement par équipes | Meilleure coureuse au classement individuel |
| 2016  | 32e                    | Valerie Demey (139e)                        |
| 2017  | -                      | Jessy Druyts (149e)                         |
| 2018  | 26e                    | Sara Mustonen (66e)                         |

## Principales victoires

### Compétitions internationales
Cyclisme sur route
- Championnats du monde de cyclisme sur route : 2
  - Course en ligne : 2002 (Susanne Ljungskog)
  - Course en ligne, juniors : 2008 (Jolien D'Hoore)

Cyclisme sur piste
- Championnats du monde de cyclisme sur piste : 1
  - Scratch : 2014 (Kelly Druyts)

### Championnats nationaux
Cyclisme sur route
- Championnats de Belgique : 8
  - Course en ligne : 1999 (Cindy Pieters), 2000 (Evy Van Damme) et 2012 (Jolien D'Hoore)
  - Contre-la-montre : 2011 (Liesbet De Vocht), 2015 et 2016 (Ann-Sophie Duyck)
  - Course en ligne espoirs : 2014 (Lotte Kopecky)
  - Course en ligne juniors : 2008 (Jolien D'Hoore)
  - Contre-la-montre juniors : 2012 (Lotte Kopecky)
- Championnats de Norvège : 2
  - Course en ligne : 2005 (Anita Valen de Vries)
  - Contre-la-montre : 2005 (Anita Valen de Vries)
- Championnats de Suède : 1
  - Contre-la-montre : 2007 (Emma Johansson)

Cyclisme sur piste
- Championnats de Belgique : 8
  - 500 m : 2013, 2014 (Kelly Druyts)
  - Course aux points : 2013 (Kelly Druyts), 2014 (Demmy Druyts)
  - Omnium : 2009 (Kelly Druyts)
  - Poursuite individuelle : 2014 (Lotte Kopecky)
  - Scratch : 2013 (Gilke Croket), 2014 (Kelly Druyts)

Cyclo-cross
- Championnats de Belgique : 3
  - Élites : 2005 (Veerle Ingels), 2007, 2008 (Loes Sels)
- Championnats d'Allemagne : 1
  - Élites : 2005 (Hanka Kupfernagel)

## Encadrement de l'équipe
Depuis la création de l'équipe, sa représentante auprès de l'UCI est Christel Herremans. Elle a également le titre de gestionnaire de l'équipe de 2008 à 2010, puis celui de directrice sportive adjointe de 2012 à 2013. De 2005 à 2007, le directeur sportif est Eric De Clercq. De 2011 à 2013, le poste est occupé par Glenn D'Hollander, et depuis 2014 par Davy Wijnant.
En 2015, la soigneuse est Saar Nevejans et le mécanicien Gregory Lambert. En 2016, Valérie Van Slycke vient s'ajouter à l'équipe en tant que consultante scientifique.

## Partenaires
Le partenaire principal de l'équipe depuis sa création est Topsport Vlaanderen qui est une initiative de la région flamande en faveur des sportifs de hauts niveaux. En 2014, Pro-Duo devient le partenaire secondaire. C'est une entreprise de cosmétique pour les cheveux. En 2016, la marque de nutrition sportive Etixx apporte son soutien à l'équipe au côté de la marque de cosmétique Guill d'or.
En 2015, les vélos sont de marque Ridley Liz avec un cadre 4ZA R-Blade, équipés de roue FFWD et de groupes SRAM. En 2016, la marque Specialized fournit les cycles et les casques. Ils sont équipés de groupes Shimano, de roues Remerx, de pédales Look, de selle SMP, de pneus Duro, de roulements C-Bear, de compteurs Echowell, de chaine Taya, et de composants FSA. Les vêtements sont fabriqués par Verge,.
De 2005 à 2007, Capri Sonne, un fabricant de jus de fruits, est le sponsor secondaire au côté de T Interim, qui comme son nom l'indique est une société d'intérim. De 2008 à 2010, la marque de cycle Thompson est partenaire secondaire. Elle est remplacée de 2011 à 2012 par la marque Ridley qui continue de fournir le matériel depuis lors. En 2013, la marque de vêtements de sport Bioracer est partenaire.

## Experza-Footlogix en 2018

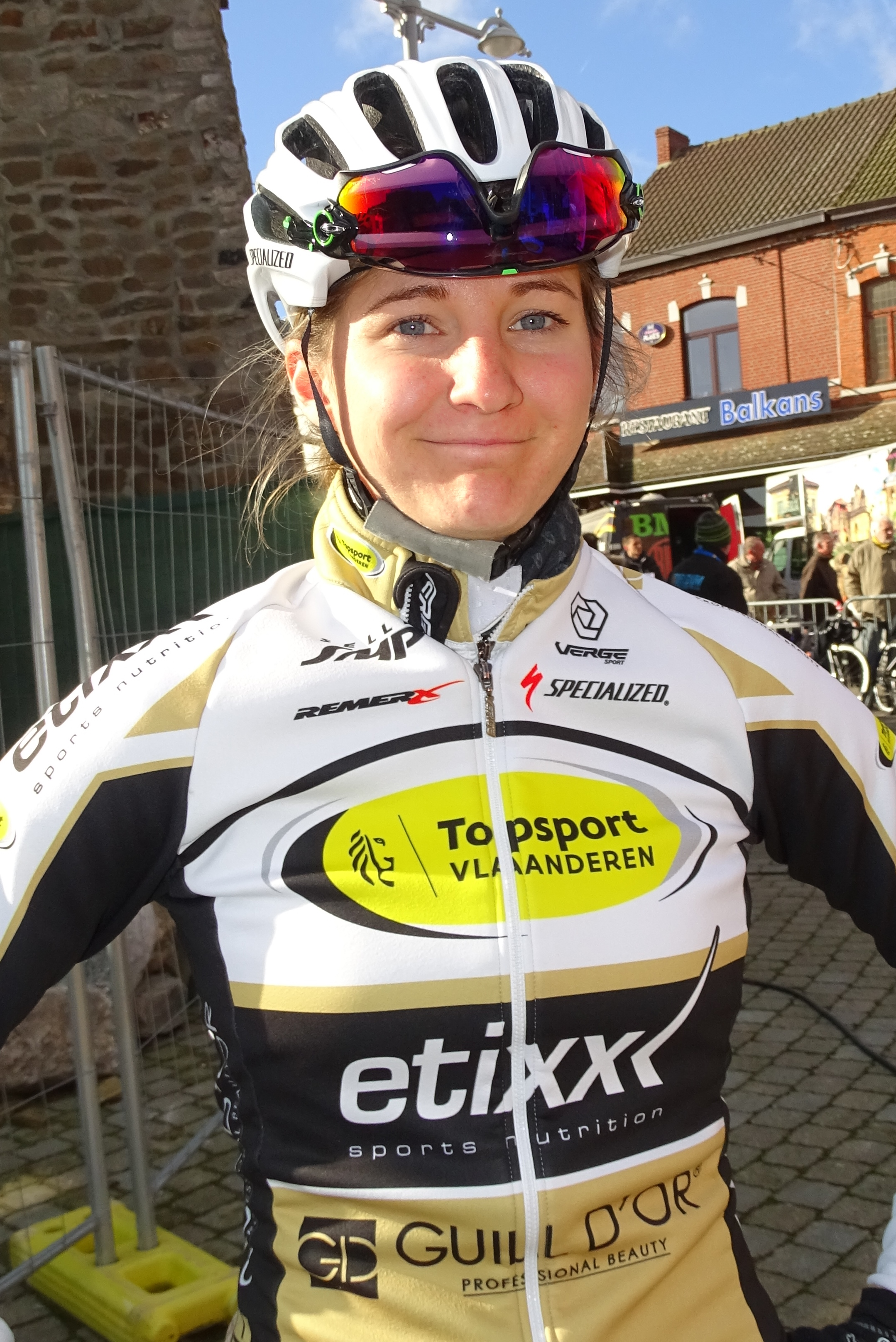
Coureuse de l'équipe lors du Samyn des Dames 2016 (vraisemblablement Valerie Demey)

### Arrivées et départs
| Arrivées            | Équipe 2017                        |
| ------------------- | ---------------------------------- |
| Manon Bakker        | Néo-professionnelle                |
| Thalita de Jong     | Lares-Waowdeals                    |
| Axelle Dubau-Prévot | Bizkaia-Durango                    |
| Séverine Eraud      | FDJ-Nouvelle Aquitaine-Futuroscope |
| Trine Holmsgaard    | Néo-professionnelle                |
| Sara Mustonen       | Virtu                              |
| Sarah Rijkes        | Lares-Waowdeals                    |
| Lotte Rotman        | Néo-professionnelle                |
| Agnieszka Skalniak  | Astana Women's                     |
| Susanna Zorzi       | Drops                              |

| Départs             | Équipe 2018  |
| ------------------- | ------------ |
| Valerie Demey       | Lotto Soudal |
| Demmy Druyts        | Lares        |
| Kelly Druyts        | Lares        |
| Kelly Van den Steen | Lotto Soudal |

### Effectif
| Effectif 2018            | Effectif 2018     | Effectif 2018       | Effectif 2018                             |
| Cycliste                 | Date de naissance | Pays                | Équipe précédente                         |
| ------------------------ | ----------------- | ------------------- | ----------------------------------------- |
| Nathalie Bex             | 12 avril 1998     | Belgique            |                                           |
| Manon Bakker             | 15 juillet 1999   | Pays-Bas            |                                           |
| Gilke Croket             | 1 novembre 1992   | Belgique            |                                           |
| Thalita de Jong          | 6 novembre 1993   | Pays-Bas            | Lares-Waowdeals Women (2017)              |
| Jessy Druyts             | 22 janvier 1994   | Belgique            |                                           |
| Lenny Druyts             | 18 mai 1997       | Belgique            |                                           |
| Axelle Dubau-Prévot      | 31 juillet 1996   | France              | Bizkaia-Durango (2017)                    |
| Séverine Eraud           | 24 février 1995   | France              | FDJ-Nouvelle Aquitaine-Futuroscope (2017) |
| Trine Holmsgaard         | 4 septembre 1997  | Royaume du Danemark | ARC Ulysses (2017)                        |
| Sara Mustonen            | 8 février 1981    | Suède               | Virtu Cycling Women (2017)                |
| Sarah Rijkes             | 2 avril 1991      | Autriche            | Lares-Waowdeals Women (2017)              |
| Lotte Rotman             | 19 juin 1999      | Belgique            |                                           |
| Agnieszka Skalniak-Sójka | 22 avril 1997     | Pologne             | Astana Women's Team (2017)                |
| Susanna Zorzi            | 13 mars 1992      | Italie              | Drops (2017)                              |
|                          |                   |                     |                                           |
| Source : UCI             |                   |                     |                                           |

## Victoires

### Sur route
| Victoires | Victoires                                              | Victoires | Victoires | Victoires                | Victoires |
| Date      | Course                                                 | Pays      | Classe    | Vainqueur                |           |
| --------- | ------------------------------------------------------ | --------- | --------- | ------------------------ | --------- |
| 1 juill.  | Championnat d'Autriche sur route                       | Autriche  | CN        | Sarah Rijkes             |           |
| 6 juill.  | 2e étape du Tour de Feminin - O cenu Českého Švýcarska | Tchéquie  | 2.2       | Agnieszka Skalniak-Sójka |           |
| 18 août   | Flanders Ladies Classic-Sofie De Vuyst                 | Belgique  | 1.2       | Séverine Eraud           |           |

### Classement UCI
| Classement UCI | Classement UCI           | Classement UCI | Classement UCI |
| Coureuse       | Coureuse                 | Pays           | Points         |
| -------------- | ------------------------ | -------------- | -------------- |
| 64e            | Sara Mustonen            | Suède          | 288 pts        |
| 211e           | Séverine Eraud           | France         | 67 pts         |
| 228e           | Jessy Druyts             | Belgique       | 58 pts         |
| 240e           | Agnieszka Skalniak-Sójka | Pologne        | 50 pts         |
| 282e           | Sarah Rijkes             | Autriche       | 38 pts         |
| 373e           | Nathalie Bex             | Belgique       | 24 pts         |
| 650e           | Axelle Dubau-Prévot      | France         | 5 pts          |
| 773e           | Thalita de Jong          | Pays-Bas       | 3 pts          |